# شر لوید
شر لوید (به انگلیسی: Cher Lloyd) (زاده ۲۸ ژوئیه ۱۹۹۳) یک خوانندهٔ اهل بریتانیا است. او پس از آن که در مسابقهٔ ایکس فکتور انگلستان شرکت کرد سرشناس شد. کمی بعد از آن، توسط سایمون کاول به دنیای حرفه‌ای موسیقی راه پیدا کرد.